# Dây thanh âm

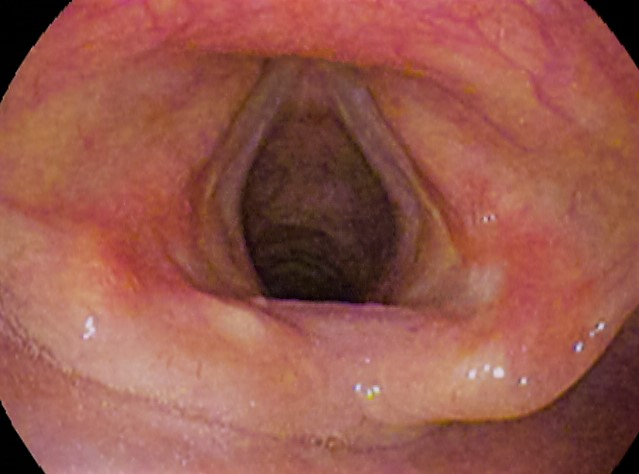
Dây thanh âm đang mở

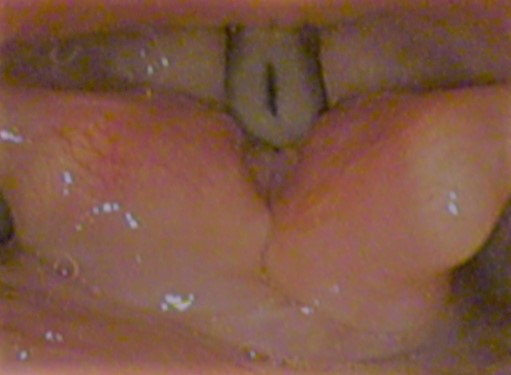
Dây thanh âm khi nói

Dây thanh âm hay dây thanh đới (tiếng Anh: vocal cords hay vocal folds) là một cặp dây như nếp gấp bằng màng nhầy nằm bên trong thanh quản (larynx). Dây thanh đới nằm phía bên trên ống khí quản (trachea) và nằm phía bên trong thanh quản. Nằm giữa 2 dây thành đới và thanh quản còn có thanh đới giả (false vocal folds).
Khi phát âm (như là nói, hát), luồng hơi từ phổi đẩy lên làm các dây thanh rung động, từ đó tạo ra tiếng. Chúng sẽ rung liên tục, tuy nhiên tần suất rung còn tùy thuộc vào cao độ của âm thanh. Ngược lại, dây thanh âm sẽ đóng lại khi ta im lặng, giữ nguyên hơi thở.
Bên trên dây thanh đới là nắp thanh quản (epiglottis) hoạt động như một cái van đóng/mở, khi nhai đồ ăn/uống, nắp thanh quản sẽ đóng lại, tránh không để chúng rơi vào thanh quản mà rơi xuống dạ dày. Nếu mảnh thức ăn đó đi sai đường, rơi vào thanh quản sẽ gây ra hiện tượng ho, sặc.
Kích thước dây thanh đới của nam và nữ khác nhau. Ở nam trưởng thành, dây thanh đới dài và dày hơn, giọng vì thế sẽ trầm hơn nữ. Dây thanh đới của nam thường dài khoảng 1,75 - 2,5 cm, trong khi của nữ là từ 1,25 đến 1,75 cm. Sự khác nhau của kích thước dây thanh đới dẫn đến sự khác nhau về cao độ giọng của mỗi người.